# Chapelle Saint-François-de-Paule de Bormes-les-Mimosas
Pour les articles homonymes, voir Chapelle Saint-François.
La chapelle Saint-François-de-Paule est une chapelle catholique située à Bormes-les-Mimosas, dans le département du Var. Elle est dédiée à saint François de Paule.

## Histoire
La chapelle, de style roman, est inscrite au titre des monuments historiques depuis le 11 avril 1963.

## Bâtiment
Plusieurs objets situés dans la chapelle sont protégés au titre du patrimoine :
- un tableau : Sainte Anne enseignant la Vierge[3]
- une statue-reliquaire : Une sainte[4]
- un retable, autel et tableau d'autel : L'Apparition de la Vierge allaitante à Saint François de Paule[5]
- un tableau : Saint François de Paule et Saint François de Sales[6]
- une statue-reliquaire : Saint François de Paule[7]

## En savoir plus